# بازیل ویلیام رابینسون
بازیل ویلیام رابینسون (انگلیسی: Basil William Robinson; ۲۰ ژوئن ۱۹۱۲ – ۲۹ دسامبر ۲۰۰۵) عتیقه‌شناس اهل بریتانیا بود. وی همچنین عضو آکادمی بریتانیا و انجمن سلطنتی آسیایی بریتانیای کبیر و ایرلند بوده است.